# Aurelia aurita
La medusa quadrifoglio (Aurelia aurita) è una delle meduse più note e diffuse appartenente al genere Aurelia. È facilmente riconoscibile dalla forma perfettamente sferica del suo ombrello, di un bianco diafano e trasparente, e soprattutto dalla presenza, sulla sommità dello stesso, di quattro strutture circolari, le gonadi, a forma di quadrifoglio, da cui deriva il nome comune della specie. Possiede inoltre dei corti e sottili tentacoli urticanti, che scendono dal bordo dell'ombrello, dandogli un aspetto frastagliato, e quattro braccia più spesse che dipartono dal centro dell'ombrello, evidenti però solo negli individui più anziani.

## Distribuzione
A. aurita è una specie cosmopolita distribuita pressoché uniformemente tra il 70º ed il 40º parallelo, e presente dunque in praticamente tutti i mari dell'emisfero boreale, dalle latitudini polari fino ai tropici. Risulta perciò comune negli oceani Atlantico e Pacifico, venendo a costituire una presenza familiare nelle acque anche costiere dell'America Settentrionale, dell'Europa, del Giappone e, seppure in minor misura, anche del Mediterraneo e Adriatico. Pur essendo capace di vivere sia in mare aperto, sia nelle acque basse, si raduna di preferenza sotto costa, sia per sfruttare la maggiore disponibilità di cibo di queste acque sia perché, essendo incapace di opporsi al flusso delle correnti, vi viene spesso spinta, anche in grandi concentrazioni. La si trova spesso in zone costiere riparate e ricche di nutrienti quali i grandi estuari dei fiumi, i porti e le insenature (naturali o meno), spingendosi spesso anche all'interno di grandi paludi e lagune salmastre. Può sopportare una temperatura dell'acqua che va dai 6 ai 31 °C, con un optimum tra i 9 e i 19 °C.

## Biologia

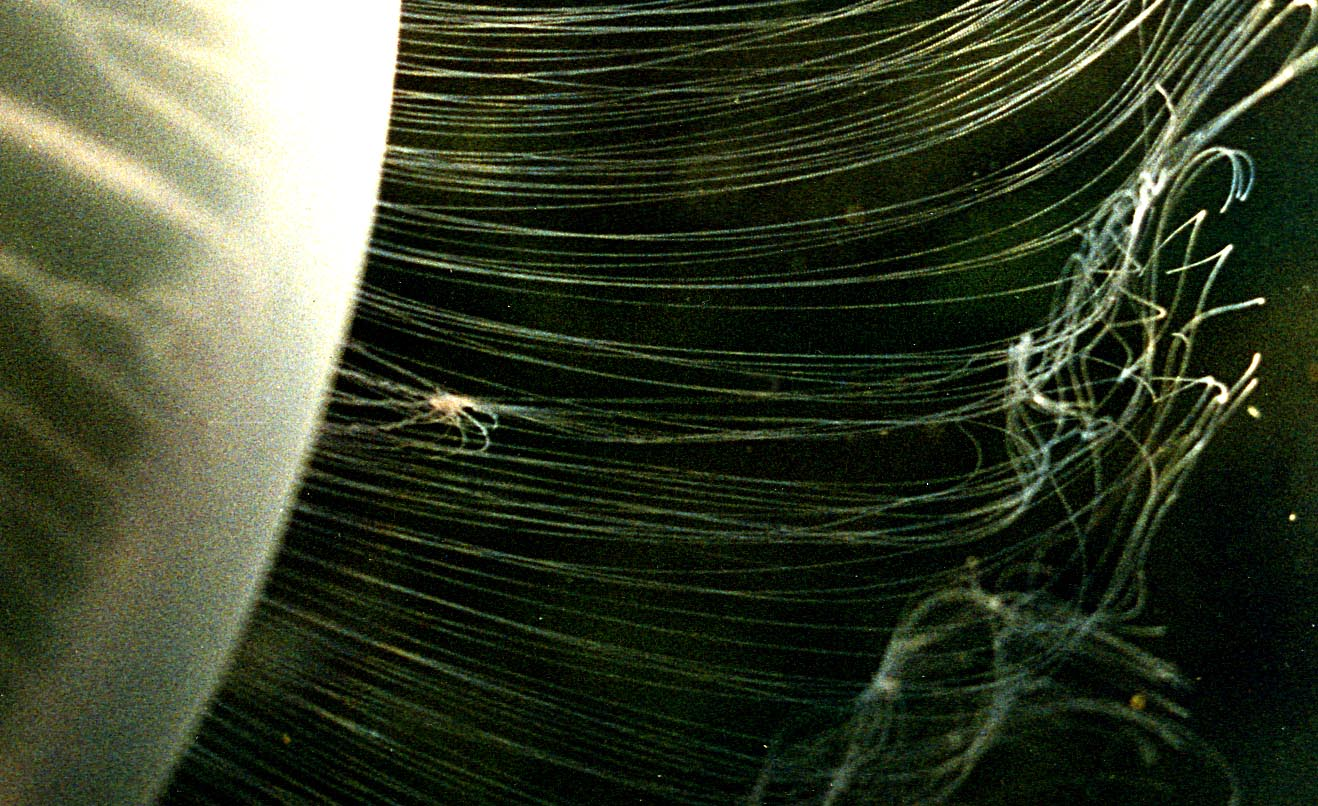
Particolare dei tentacoli esterni della medusa. Nella zona centrale sinistra è possibile vedere un piccolo crostaceo catturato, che verrà poi trasportato nella cavità gastrovascolare dove sarà digerito.

La sua dieta è costituita principalmente da zooplancton, ed include perciò piccoli organismi marini come molluschi, crostacei (principalmente copepodi), rotiferi, nematodi, policheti, protozoi, diatomee, uova e larve di vari animali; occasionalmente può predare anche altri piccoli cnidari e ctenofori, o stadi larvali degli stessi. Il cibo viene catturato tramite i sottili tentacoli esterni, che filtrano costantemente l'acqua muovendosi seguendo i lenti battiti dell'ombrello e catturano gli animali che si trovano in sospensione, intrappolandoli e paralizzandoli tramite le nematocisti di cui sono forniti. Successivamente, la preda viene portata, tramite movimenti di contrazione dei tentacoli, verso il lato inferiore dell'ombrello, dove minuscole ciglia la impastano di muco e la trasportano all'interno della cavità gastrovascolare, dove enzimi digestivi, secreti da apposite cellule, la digeriscono. Dall'analisi di questi enzimi, è stato possibile ricostruire le necessità alimentari di questa medusa: tali necessità includono glucidi, proteine e lipidi. Non è invece ancora chiaro quale sia il suo bisogno di vitamine e minerali.

## Anatomia e fisiologia

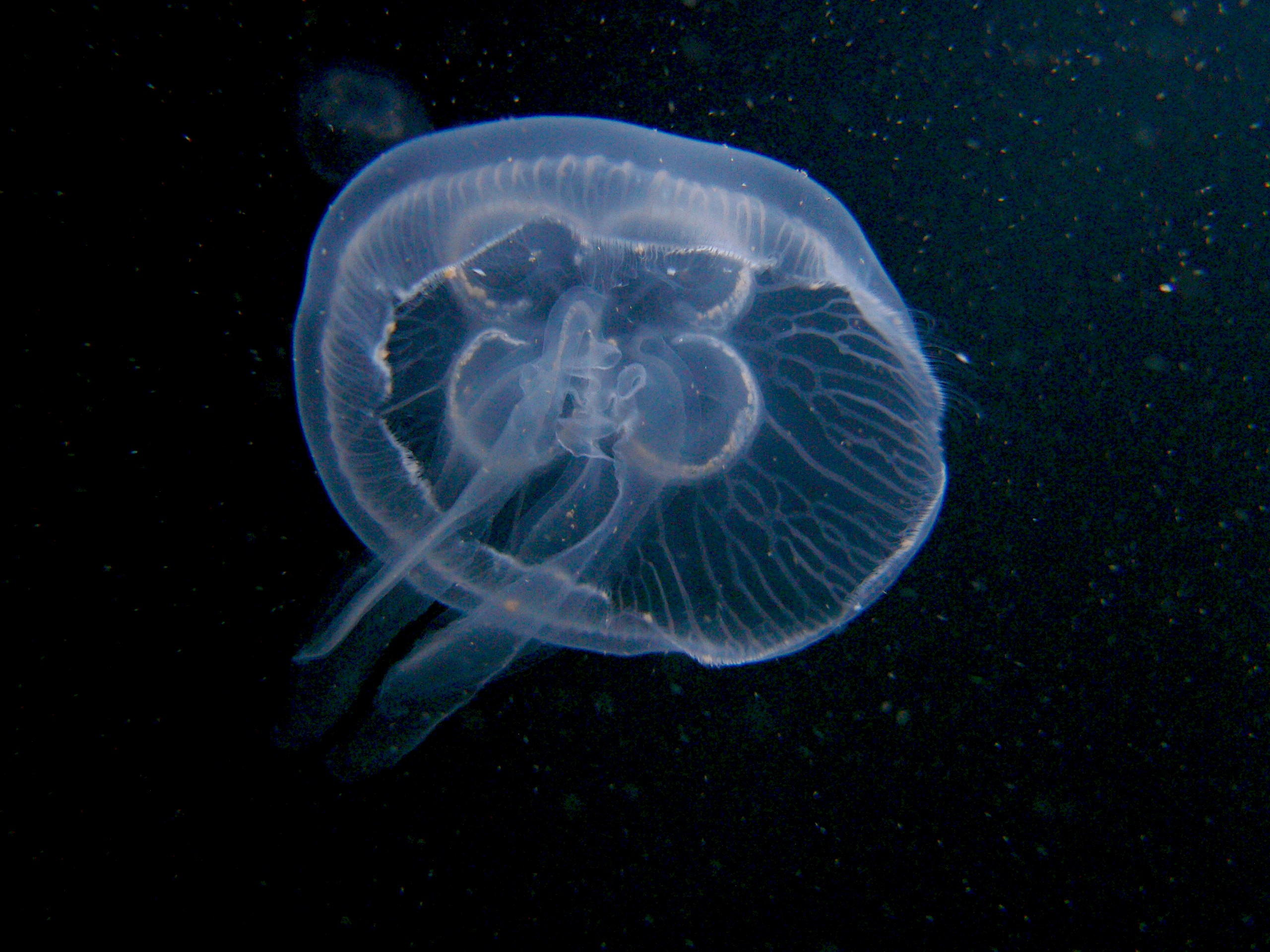
Esemplare adulto fotografato dal basso. Sono ben visibili le quattro grandi braccia, che si sviluppano negli individui più anziani.

A. aurita non possiede un apparato respiratorio: come altri piccoli invertebrati marini compie i propri scambi gassosi semplicemente tramite diffusione. Il corpo di questa medusa può essere suddiviso in diverse parti; gli esemplari adulti, nello stadio di medusa, possiedono un ombrello circolare e trasparente, che presenta una membrana leggermente frastagliata ai margini, da cui si dipartono i sottili e corti tentacoli. L'ombrello di una medusa perfettamente formata può avere un diametro massimo di 40 centimetri. Possiede quattro grandi gonadi circolari situate nel centro dell'ombrello, e ben visibili anche dall'alto di esso, sotto le quali è posto l'apparato digerente, che consta di una cavità ricca di cellule che secernono enzimi digestivi. Il cibo vi giunge attraverso dei canali radiali dotati di fibre muscolari, che sono dispersi all'interno dell'abbondante mesoglea che costituisce il tessuto più abbondante di questi invertebrati. Queste meduse possiedono un rudimentale apparato nervoso responsabile dei movimenti interni ed esterni, ed anche della risposta agli stimoli esterni. I sessi sono differenziati negli esemplari adulti.

### Ciclo vitale
La A. aurita, come la maggior parte degli cnidari, possiede un ciclo vitale costituito da vari stadi larvali: dopo la schiusa dell'uovo nasce una medusa nello stadio giovanile, chiamato planula, che possiede piccole cellule ciliate in grado di filtrare l'acqua, che solitamente giace adagiato sui fondali. Qui evolve nello stadio di scifistoma, uno stadio polipoide sessile, quindi che vive fissato sul fondale o su un'alga e che si riproduce asessualmente. Lo scifistoma raggiunge in seguito lo stadio di strobila, nel quale aumenta le proprie dimensioni e il suo corpo si suddivide trasversalmente, ad iniziare dalla parte apicale. Ogni sezione trasversale creatasi si evolve  ulteriormente in un'efira (o ephyra), liberamente natante. L'efira darà poi a sua volta origine ad una medusa adulta. Meduse adulte di sesso opposto si riproducono sessualmente, rilasciando poi le uova fecondate in mare.

## Ecologia

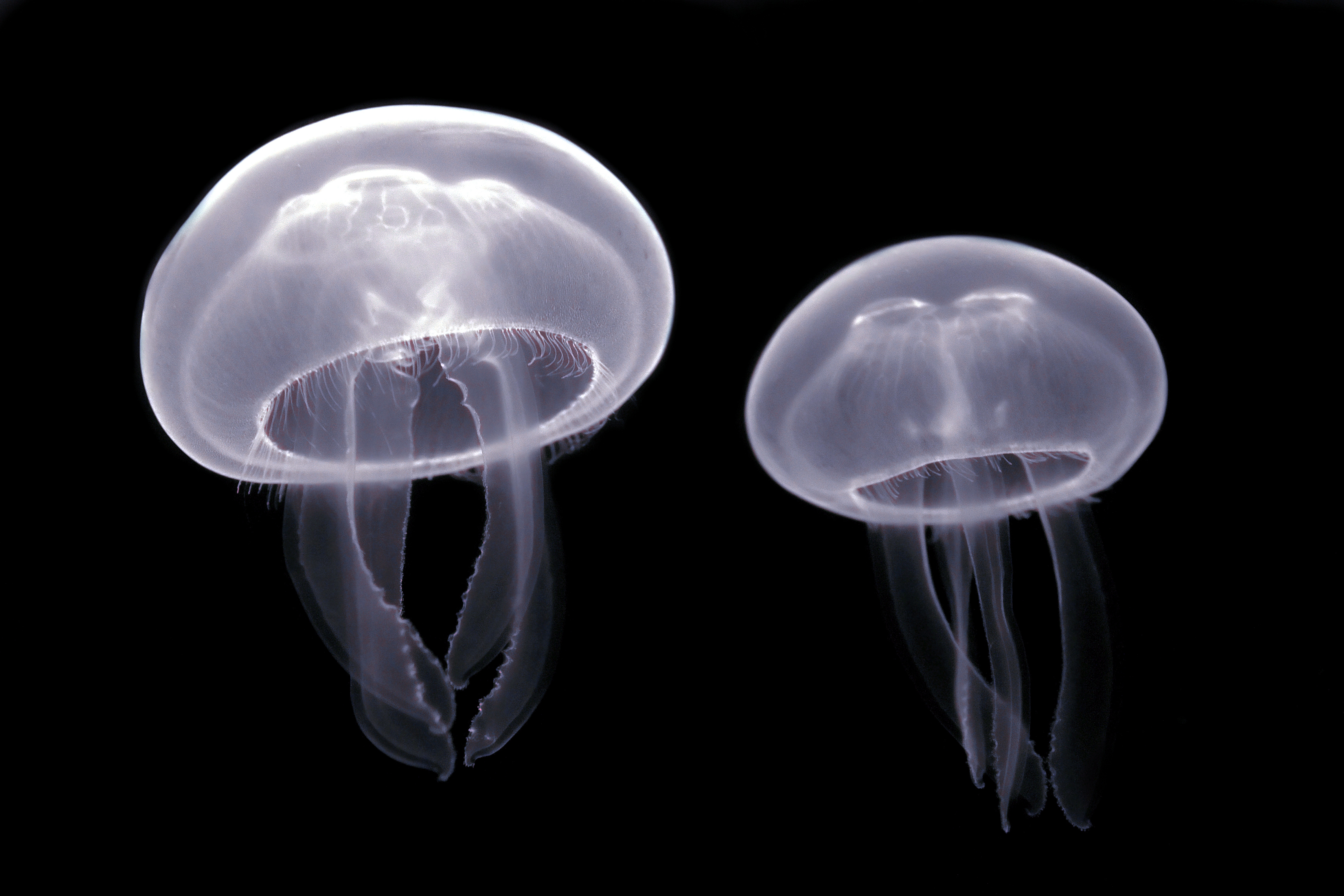
Alcuni esemplari all'acquario del Pairi Daizadi in Belgio.

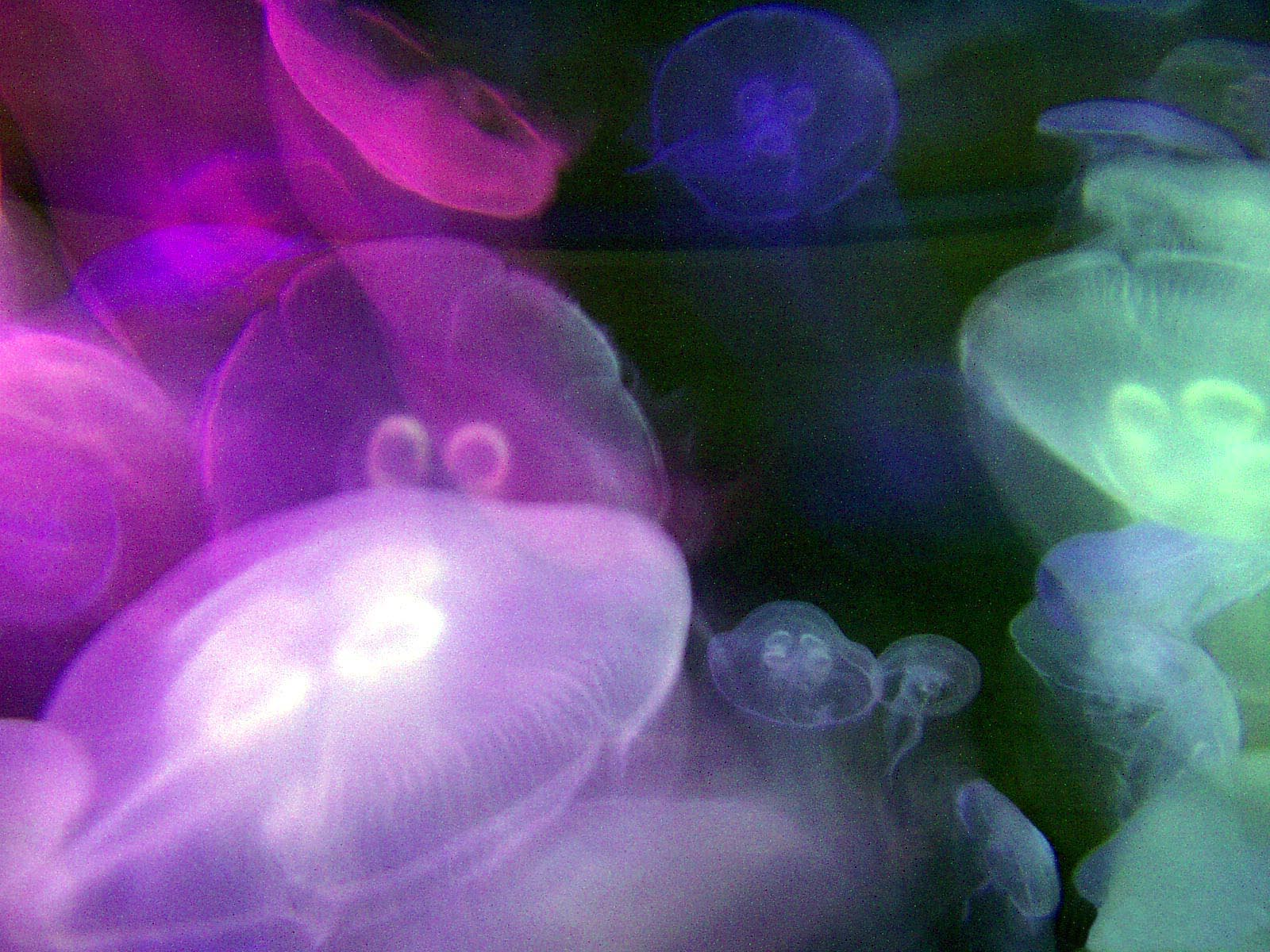
Gruppo di A. aurita fotografate in acquario.

A. aurita viene predata da numerosi organismi marini di grandi dimensioni; i suoi principali predatori sono alcuni uccelli marini, pesci come il pesce luna e rettili marini, prima fra tutti la tartaruga liuto. Può essere predata anche da altri cnidari: in particolare idromeduse (come Aequorea victoria) e scifomeduse (come Phacellophora camtschatica).
Anche gli esseri umani spesso cacciano questa medusa; in particolare in Giappone, in Cina, in Indonesia e nelle Filippine tale creatura è considerata una comune pietanza e come tale viene ricercata.